# Dialogo (album)
Dialogo è una raccolta del cantante Al Bano pubblicata nel 2009 in Italia.
Il CD contiene la canzone Amore, amore, amore, tributo ad Alberto Sordi, nuove versioni di Il mio concerto, Dialogo, Giochi del tempo, Nessun dorma, Tu che m'hai preso il cuor e 3 brani tratti dal precedente album live.

## Tracce
1. Il mio concerto (Pyotr Ilyich Tchaikovsky, Andrea Lo Vecchio, Albano Carrisi) - Concerto per pianoforte n. 1 in si bemolle minore, op. 23
2. Dialogo (Albano Carrisi, Romina Power)
3. Giochi del tempo  (Anonimo, Romina Power)
4. 13, storia d'oggi  (Albano Carrisi, Vito Pallavicini)
5. Va pensiero (Giuseppe Verdi, Temistocle Solera - Coro degli schiavi ebrei dall`opera Nabucco)
6. Io di notte (Alessandro Colombini, Albano Carrisi)
7. Tu che m'hai preso il cuor (Franz Lehár, Ludwig Herzer, Fritz Löhner-Beda, Leon)
8. Amore, amore, amore (Alberto Sordi, Piero Piccioni)
9. Cara terra mia (Albano Carrisi, Romina Power, Vito Pallavicini)
10. Nel vento (Max Steiner, M. David, Andrea Lo Vecchio)
11. La siepe (Pino Massara, Vito Pallavicini)
12. Nessun dorma (Giacomo Puccini, Giuseppe Adami, Renato Simoni - dall`opera Turandot)
13. Nel sole (Live) (Albano Carrisi, Pino Massara, Vito Pallavicini)
14. Nostalgia canaglia (Live) (Albano Carrisi, Mercurio, Romina Power, Vito Pallavicini, Willy Molco)
15. Mattino (Live) (Ruggero Leoncavallo, Vito Pallavicini)